# Football Club Lugano 2016-2017
Questa voce raccoglie le informazioni riguardanti il Football Club Lugano nelle competizioni ufficiali della stagione 2016-2017.

## Stagione

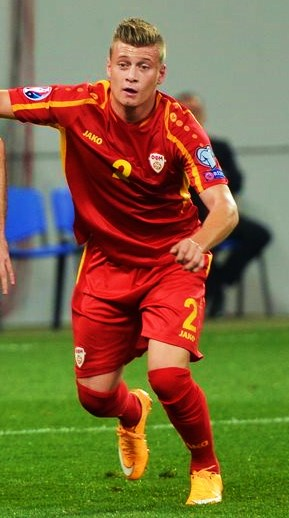
Ezgjan Alioski, autore di 16 goal e 14 assist nel corso del campionato

Concluso il rapporto di collaborazione con Zdeněk Zeman, il Lugano nomina alla guida della prima squadra il tecnico della U-21 Andrea Manzo, incaricato di ottenere una salvezza tranquilla.
Nel calciomercato si segnalano le partenze importanti di Niko Datković, Frédéric Veseli, Matteo Tosetti e Anastasios Donis, cui fanno riscontro gli ingressi di Ezgjan Alioski (in scadenza con lo Sciaffusa) il quale aveva già giocato la seconda parte della scorsa stagione - in prestito - proprio ai bianconeri; Fulvio Sulmoni, Vladimir Golemić, Steve Rouiller, Dragan Mihajlović e Davide Mariani. Vengono inoltre prolungati per un anno i prestiti di Mirko Salvi e Mario Piccinocchi.
Nelle partite amichevoli pre-stagionali i bianconeri affrontano Monaco (perdendo 3-5), Sementina (vincendo 0-7) e Servette (vincendo 4-0). Disputano inoltre un triangolare a Torricella-Taverne contro Chiasso e Bellinzona (perdendo tutte le mini-partite da 45' per 1-0).
Girone d'andata
L'esordio in campionato avviene a Cornaredo il 23 luglio contro il Lucerna, che vince per 1-2. La prima vittoria stagionale arriva alla seconda giornata contro lo Young Boys, sconfitto per 1-2. Tra agosto e settembre il Lugano colleziona un filotto di 3 vittorie, 2 pareggi e una sola sconfitta, issandosi al quarto posto in classifica e riuscendo anche a bloccare sul pareggio la capolista Basilea. Il 26 ottobre l'eliminazione dalla Coppa Svizzera per mano dell'Aarau fa da preludio a 4 sconfitte consecutive in campionato (contro Sion, San Gallo, Lucerna e Vaduz), che fanno sprofondare i bianconeri nei pressi della zona retrocessione.
Preparazione invernale e girone di ritorno
Le difficoltà di cui sopra costano la panchina a Manzo, in cui sostituzione viene ingaggiato Paolo Tramezzani. Il mercato invernale vede l'arrivo del forte attaccante albanese Armando Sadiku, di Eray Cümart e di Junior. La squadra vola in Spagna per il ritiro invernale dove affronta diverse amichevoli. Di seguito contro i tedeschi del Kaiserslautern (persa 1-2), i cinesi del Yanbian F.C. (vinta 5-0) e il Neuchâtel Xamax (persa 0-2).
La prima partita del girone di ritorno si disputa in trasferta a Basilea contro la capolista, il Lugano perde 4-0 e si ritrova così in penultima posizione. Dopodiché i bianconeri si rialzano e vincono 3-0 in casa contro le cavallette, pareggiano in Liechtenstein, vincono in trasferta contro il San Gallo (0-1) e in casa contro i vodesi per 2-1. Il Lugano perde le due partite successive contro Thun e Young Boys. Tramezzani ripropone il modulo (3-5-2) che aveva usato contro i bernesi e il Lugano riesce ad esprimere un buon calcio. I bianconeri non si fermano più e vincono 5 partite di fila: con il Lucerna (0-2), il Sion (4-2), il Thun (2-1), lo Young Boys (1-2), il Grasshoppers (0-1) e pareggiano con il Basilea (2-2) recuperando due reti di svantaggio. Dopo la partita pareggiata contro i neo-campioni svizzeri il Lugano è quarto in classifica, posto che vale con la partecipazione ai preliminari di Europa League. Perde in Vallese 2-0 lo scontro diretto per il terzo posto contro il Sion, ma vince con San Gallo (3-2) e Vaduz (2-1). Con la vittoria contro la squadra del principato il Lugano oltre a trovarsi momentaneamente terzo in classifica possiede la matematica certezza di classificarsi almeno quinto e quindi disputare sicuramente almeno i preliminari di Europa League. Il Sion perde la finale di Coppa Svizzera contro il Basilea e pertanto chi si classificherà terzo in campionato accederà direttamente ai gironi di Europa League. I bianconeri vincono in rimonta per 1-2 alla Pontaise e allungano sul Sion quarto.
L'ultima giornata di Super League vede da una parte Lugano - Lucerna e dall'altra Sion - Grasshoppers. Ai bianconeri è sufficiente un punto per classificarsi terzo, d'altra parte se il Lugano dovesse perdere ed i vallesani vincere, e solo in questo caso, allora sarebbe il Sion ad arrivare terzo in classifica per via di una migliore differenza reti. Lo Stadio di Cornaredo ha esaurito le prevendite delle tribune già giorni prima della partita, c'è l'ambiente delle grandi occasioni per un ritorno in Europa che sarebbe storico. I bianconeri, nonostante ci abbiano provato in tanti modi: colpendo un palo e avendo 3 buone occasioni, perdono la partita per 0-1 contro i lucernesi. In Vallese l'altra partita che si disputava in contemporanea ha subito un forte ritardo a causa dell'infortunio dell'arbitro Sébastien Pache. Vengono segnalati così 20 minuti di recupero quando la partita di Lugano è già terminata e la partita di Sion è momentaneamente sullo 0-0. Allo stadio i tifosi bianconeri rimangono in piedi per 20 minuti a seguire l'altra partita con il cellulare, quando arriva la notizia che al 90'+13' il Sion è passato in vantaggio. A Lugano si respira un'aria di amarezza, ma quando nessuno più ci credeva al 90'+16' è arrivato il pareggio del Grasshoppers e con i tifosi del Lugano in visibilio ed increduli: esultano. Il pareggio tra Sion e Grasshoppers vale un terzo posto ed una qualificazione storica ai gironi di Europa League.

## Organigramma societario
Dal sito web della società.
Area direttiva
- Presidente: Angelo Renzetti
- Team manager: Giovanni Manna

Area tecnica
- Direttore sportivo:
- Allenatore: Andrea Manzo, poi Paolo Tramezzani
- Vice allenatore: Mirko Conte
- Scout e match analyst: Gianluca Dormiente, Giuseppe Manari
- Preparatore atletico: Nicholas Townsend
- Preparatore dei portieri: Luca Redaelli

Area sanitaria
- Responsabile: Ferdinando Battistella
- Medici sociali: Cristiano Bernasconi, Bruno Capelli
- Fisioterapisti: Martino Donati, Jacopo Soranzo, Alessandro Maria Caridi
- Massaggiatori: Vittorio Bruni Prenestino

## Rosa
Fonte.
| N. |                               | Ruolo | Calciatore         |
| -- | ----------------------------- | ----- | ------------------ |
| 1  | Svizzera (bandiera)           | P     | Aleandro Prati     |
| 2  | Svizzera (bandiera)           | D     | Simone Belometti   |
| 3  | Croazia (bandiera)            | D     | Goran Jozinović    |
| 4  | Svizzera (bandiera)           | D     | Marco Padalino     |
| 5  | Serbia (bandiera)             | D     | Vladimir Golemić   |
| 6  | Italia (bandiera)             | D     | Orlando Urbano     |
| 7  | Macedonia del Nord (bandiera) | C     | Ezgjan Alioski     |
| 8  | Israele (bandiera)            | A     | Ofir Mizrahi       |
| 9  | Croazia (bandiera)            | A     | Antonini Čulina    |
| 10 | Albania (bandiera)            | A     | Armando Sadiku     |
| 11 | Brasile (bandiera)            | A     | Carlinhos Júnior   |
| 13 | Svizzera (bandiera)           | D     | Eray Cümart        |
| 14 | Uruguay (bandiera)            | C     | Jonathan Sabbatini |
| 15 | Guinea Equatoriale (bandiera) | C     | José Machin        |
| 16 | Svizzera (bandiera)           | C     | Yanick Guerchadi   |
| 17 | Ungheria (bandiera)           | C     | Bálint Vécsei      |

| N. |                      | Ruolo | Calciatore             |
| -- | -------------------- | ----- | ---------------------- |
| 18 | Italia (bandiera)    | C     | Mario Piccinocchi      |
| 19 | Svizzera (bandiera)  | C     | Antoine Rey (capitano) |
| 20 | Svizzera (bandiera)  | C     | Davide Mariani         |
| 22 | Svizzera (bandiera)  | D     | Steve Rouiller         |
| 23 | Svizzera (bandiera)  | P     | Mirko Salvi            |
| 27 | Italia (bandiera)    | A     | Lorenzo Rosseti        |
| 28 | Svizzera (bandiera)  | D     | Fulvio Sulmoni         |
| 29 | Gambia (bandiera)    | A     | Assan Ceesay           |
| 30 | Italia (bandiera)    | P     | Francesco Russo        |
| 33 | Slovenia (bandiera)  | C     | Domen Črnigoj          |
| 34 | Svizzera (bandiera)  | C     | Stefano Guidotti       |
| 36 | Svizzera (bandiera)  | A     | Gioele Franzese        |
| 91 | Svizzera (bandiera)  | C     | Dragan Mihajlović      |
| 92 | Svizzera (bandiera)  | D     | Bruno Martignoni       |
| 99 | Venezuela (bandiera) | A     | Andrés Ponce           |

## Calciomercato

### Sessione estiva
| Acquisti | Acquisti          | Acquisti        | Acquisti                                           |
| R.       | Nome              | da              | Modalità                                           |
| -------- | ----------------- | --------------- | -------------------------------------------------- |
| P        | Francesco Russo   | Aarau           | fine prestito                                      |
| P        | Aleandro Prati    | Varesina        | fine prestito                                      |
| D        | Vladimir Golemić  | Chiasso         | definitivo                                         |
| D        | Steve Rouiller    | Chiasso         | definitivo                                         |
| D        | Fulvio Sulmoni    | Thun            | definitivo                                         |
| C        | Dragan Mihajlović | Chiasso         | definitivo                                         |
| C        | Davide Mariani    | Sciaffusa       | definitivo                                         |
| C        | Ivan Varone       | Chieti          | definitivo                                         |
| C        | Bálint Vécsei     | Bologna         | prestito con diritto di riscatto e contro-riscatto |
| A        | Ofir Mizrahi      | Ironi K. Shmona | prestito con diritto di riscatto                   |
| A        | Andrés Ponce      | Sampdoria       | prestito                                           |
| A        | Lorenzo Rosseti   | Juventus        | prestito                                           |
| A        | Rodrigo Aguirre   | Udinese         | prestito                                           |

| Cessioni | Cessioni             | Cessioni      | Cessioni                         |
| R.       | Nome                 | a             | Modalità                         |
| -------- | -------------------- | ------------- | -------------------------------- |
| P        | Alex Valentini       | Spezia        | fine prestito                    |
| P        | Alessio Bellante     | Chiasso       | definitivo                       |
| D        | Matías Malvino       | Nacional      | fine prestito                    |
| D        | Frédéric Veseli      |               | fine contratto                   |
| D        | Niko Datković        | Rijeka        | fine prestito                    |
| D        | Igor Djuric          |               | rescissione contratto            |
| C        | Chrīstos Dōnīs       | Panathīnaïkos | fine prestito                    |
| C        | Domagoj Pušić        |               | rescissione contratto            |
| C        | Nikola Milosavljevic | Chiasso       | definitivo                       |
| C        | Ivan Varone          |               | rescissione contratto            |
| A        | Anastasios Donis     | Juventus      | fine prestito                    |
| A        | Matteo Tosetti       | Thun          | definitivo                       |
| A        | Mattia Bottani       | Wil           | definitivo                       |
| A        | Djordje Susnjar      | Chiasso       | prestito                         |
| A        | Karim Rossi          | Sciaffusa     | prestito con diritto di riscatto |

### Sessione invernale
| Acquisti | Acquisti                       | Acquisti    | Acquisti   |
| R.       | Nome                           | da          | Modalità   |
| -------- | ------------------------------ | ----------- | ---------- |
| D        | Bruno Martignoni               | Aarau       | definitivo |
| D        | Eray Cümart                    | Basilea     | prestito   |
| C        | José Machin                    | Roma        | prestito   |
| A        | Carlos Antonio de Souza Júnior | Botafogo-PB | definitivo |
| A        | Armando Sadiku                 | Zurigo      | prestito   |

## Risultati

### Super League

#### Girone di andata
| Arbitro: | Amhof |

|            |           |                                     |
| Ceesay 85’ | Marcatori | 31’ Neumayr 84’ (rig.) M. Schneuwly |

| Arbitro: | Schärer |

|                  |           |                                   |
| Hoarau 9’ (rig.) | Marcatori | 55’ Alioski 83’ (aut.) von Bergen |

| Arbitro: | Hänni |

|  |           |                                  |
|  | Marcatori | 69’ (aut.) Sulmoni 75’ Muntwiler |

| Arbitro: | Fähndrich |

|                                              |           |             |
| Alioski 23’ (rig.) Sabbatini 43’ Alioski 67’ | Marcatori | 58’ Ziegler |

| Arbitro: | Erlachner |

|                                            |           |             |
| Suchý 45’ Steffen 48’ Doumbia 53’ Lang 60’ | Marcatori | 66’ Rosseti |

| Arbitro: | Bieri |

|             |           |           |
| Alioski 64’ | Marcatori | 56’ Campo |

| Arbitro: | Pache |

|  |           |                        |
|  | Marcatori | 6’ Alioski 56’ Aguirre |

| Arbitro: | Schnyder |

|                         |           |  |
| Rosseti 31’ Alioski 67’ | Marcatori |  |

| Arbitro: | Amhof |

|                           |           |                           |
| Hediger 55’ Fassnacht 66’ | Marcatori | 58’ Sabbatini 63’ Alioski |

| Arbitro: | Klossner |

|                                                      |           |                 |
| Diniz 25’ Araz 35’ Custodio 38’ (rig.) Margiotta 70’ | Marcatori | 90’ Piccinocchi |

| Lugano 16 ottobre 2016, ore 16:00 CEST 11ª giornata | Lugano | 0 – 0 | Young Boys | Stadio Cornaredo (4 176 spett.)\| Arbitro: \| Hänni \| |
| Arbitro:                                            | Hänni  |       |            |                                                        |

| Arbitro: | Fähndrich |

|                                |           |                              |
| Mariani 63’ Alioski 75’ (rig.) | Marcatori | 51’ Delgado 88’ (rig.) Callà |

| Arbitro: | Hänni |

|                                                       |           |             |
| Gekas 1’ Akolo 34’ Gekas 38’ Karlen 58’ Salatić 90+3’ | Marcatori | 45’ Rosseti |

| Arbitro: | Klossner |

|                        |           |                                          |
| Alioski 8’ Mariani 66’ | Marcatori | 43’ Ajeti 58’ Bunjaku 76’ (rig.) Aratore |

| Arbitro: | Hänni |

|                       |           |             |
| Costa 6’ Puljić 90+5’ | Marcatori | 54’ Rosseti |

| Arbitro: | Bieri |

|                                                               |           |             |
| Kukuruzović 47’ Mathys 62’ Mathys 75’ Karlen 88’ Mathys 90+2’ | Marcatori | 73’ Mariani |

| Arbitro: | Hänni |

|               |           |              |
| Mariani 90+5’ | Marcatori | 90’ Peyretti |

| Zurigo 11 dicembre 2016, ore 13:45 CEST 18ª giornata | Grasshoppers | 0 – 0 | Lugano | Letzigrund (4 200 spett.)\| Arbitro: \| Jaccottet \| |
| Arbitro:                                             | Jaccottet    |       |        |                                                      |

#### Girone di ritorno
| Arbitro: | San |

|                                                          |           |  |
| Elyounoussi 2’ Elyounoussi 23’ Elyounoussi 36’ Janko 85’ | Marcatori |  |

| Arbitro: | Schnyder |

|                                     |           |  |
| Sabbatini 11’ Junior 18’ Sadiku 71’ | Marcatori |  |

| Arbitro: | Erlachner |

|            |           |            |
| Grippo 35’ | Marcatori | 65’ Sadiku |

| Arbitro: | Fähndrich |

|  |           |            |
|  | Marcatori | 65’ Sadiku |

| Arbitro: | Hänni |

|                       |           |           |
| Sadiku 6’ Alioski 56’ | Marcatori | 32’ Campo |

| Arbitro: | Jaccottet |

|                                                                         |           |                       |
| Fassnacht 6’ Rapp 25’ (rig.) Fassnacht 29’ Rapp 45+1’ (rig.) Sorgić 65’ | Marcatori | 87’ Junior 88’ Sadiku |

| Arbitro: | Schnyder |

|  |           |                          |
|  | Marcatori | 72’ Sulejmani 74’ Hoarau |

| Arbitro: | Pache |

|  |           |                         |
|  | Marcatori | 32’ Mizrachi 81’ Junior |

| Arbitro: | Tschudi |

|                                                              |           |                         |
| Alioski 17’ (rig.) Alioski 19’ Alioski 25’ (rig.) Sadiku 49’ | Marcatori | 34’ Konaté 39’ Constant |

| Arbitro: | Hänni |

|                                    |           |              |
| Facchinetti 49’ (aut.) Alioski 65’ | Marcatori | 90+4’ Sorgić |

| Arbitro: | Tschudi |

|               |           |                       |
| Aebischer 86’ | Marcatori | 6’ Alioski 54’ Sadiku |

| Arbitro: | Bieri |

|  |           |             |
|  | Marcatori | 16’ Mariani |

| Arbitro: | Schärer |

|                               |           |                        |
| Alioski 60’ (rig.) Sadiku 80’ | Marcatori | 12’ Fransson 54’ Zuffi |

| Arbitro: | Hänni |

|                                      |           |  |
| Sulmoni 13’ (aut.) Konaté 89’ (rig.) | Marcatori |  |

| Arbitro: | Amhof |

|                                     |           |                                |
| Mariani 27’ Črnigoj 32’ Mariani 70’ | Marcatori | 66’ (aut.) Mihajlović 68’ Toko |

| Arbitro: | Hänni |

|                        |           |                |
| Sadiku 16’ Mariani 81’ | Marcatori | 90+2’ Borgmann |

| Arbitro: | Schärer |

|                 |           |                               |
| Ben Khalifa 12’ | Marcatori | 63’ (aut.) Lotomba 68’ Junior |

| Arbitro: | Bieri |

|  |           |           |
|  | Marcatori | 51’ Jurić |

### Coppa Svizzera
| Arbitro: | Jancevski |

|  |           |                                 |
|  | Marcatori | 9’ Ceesay 42’ Alioski 59’ Ponce |

| Arbitro: | Schärer |

|                   |           |                                                             |
| Terzimustafic 19’ | Marcatori | 14’ (rig.) Ponce 17’ Mizrachi 23’ (rig.) Mizrachi 56’ Ponce |

| Arbitro: | Jaccottet |

|                         |           |  |
| Wüthrich 38’ Tréand 81’ | Marcatori |  |

## Statistiche

### Statistiche di squadra
| Competizione   | Punti | In casa | In casa | In casa | In casa | In casa | In casa | In trasferta | In trasferta | In trasferta | In trasferta | In trasferta | In trasferta | Totale | Totale | Totale | Totale | Totale | Totale | DR |
| Competizione   | Punti | G       | V       | N       | P       | Gf      | Gs      | G            | V            | N            | P            | Gf           | Gs           | G      | V      | N      | P      | Gf     | Gs     | DR |
| -------------- | ----- | ------- | ------- | ------- | ------- | ------- | ------- | ------------ | ------------ | ------------ | ------------ | ------------ | ------------ | ------ | ------ | ------ | ------ | ------ | ------ | -- |
| Super League   | 53    | 18      | 8       | 5       | 5       | 30      | 24      | 18           | 7            | 3            | 8            | 22           | 37           | 36     | 15     | 8      | 13     | 52     | 61     | -9 |
| Coppa Svizzera | -     | 0       | 0       | 0       | 0       | 0       | 0       | 3            | 2            | 0            | 1            | 7            | 3            | 3      | 2      | 0      | 1      | 7      | 3      | +4 |
| Totale         | -     | 18      | 8       | 5       | 5       | 30      | 24      | 21           | 9            | 3            | 9            | 29           | 40           | 39     | 17     | 8      | 14     | 59     | 64     | -5 |

### Andamento in campionato
| Giornata  | 1 | 2 | 3 | 4 | 5 | 6 | 7 | 8 | 9 | 10 | 11 | 12 | 13 | 14 | 15 | 16 | 17 | 18 | 19 | 20 | 21 | 22 | 23 | 24 | 25 | 26 | 27 | 28 | 29 | 30 | 31 | 32 | 33 | 34 | 35 | 36 |
| --------- | - | - | - | - | - | - | - | - | - | -- | -- | -- | -- | -- | -- | -- | -- | -- | -- | -- | -- | -- | -- | -- | -- | -- | -- | -- | -- | -- | -- | -- | -- | -- | -- | -- |
| Luogo     | C | T | C | C | T | C | T | C | T | T  | C  | C  | T  | C  | T  | T  | C  | T  | T  | C  | T  | T  | C  | T  | C  | T  | C  | C  | T  | T  | C  | T  | C  | C  | T  | C  |
| Risultato | P | V | P | V | P | N | V | V | N | P  | N  | N  | P  | P  | P  | P  | N  | N  | P  | V  | N  | V  | V  | P  | P  | V  | V  | V  | V  | V  | N  | P  | V  | V  | V  | P  |
| Posizione | 7 | 5 | 7 | 5 | 7 | 6 | 5 | 4 | 4 | 6  | 6  | 6  | 6  | 7  | 8  | 8  | 8  | 8  | 9  | 7  | 7  | 6  | 6  | 6  | 6  | 6  | 5  | 5  | 5  | 5  | 4  | 4  | 4  | 3  | 3  | 3  |

Legenda:

Luogo: C = Casa; T = Trasferta. Risultato: V = Vittoria; N = Pareggio; P = Sconfitta.

### Statistiche dei giocatori
Sono in corsivo i calciatori che hanno lasciato la società a stagione in corso.
| Giocatore      | Super League | Super League | Super League | Super League | Coppa Svizzera | Coppa Svizzera | Coppa Svizzera | Coppa Svizzera | Totale   | Totale | Totale      | Totale     |
| Giocatore      | Presenze     | Reti         | Ammonizioni  | Espulsioni   | Presenze       | Reti           | Ammonizioni    | Espulsioni     | Presenze | Reti   | Ammonizioni | Espulsioni |
| -------------- | ------------ | ------------ | ------------ | ------------ | -------------- | -------------- | -------------- | -------------- | -------- | ------ | ----------- | ---------- |
| R. Aguirre     | 9            | 1            | 5            | 1            | 1              | 0              | 1              | 0              | 10       | 1      | 6           | 1          |
| E. Alioski     | 34           | 16           | 8            | 0            | 2              | 1              | 0              | 0              | 36       | 17     | 8           | 0          |
| S. Belometti   | 0            | 0            | 0            | 0            | 2              | 0              | 0              | 0              | 2        | 0      | 0           | 0          |
| M. Bottani     | 1            | 0            | 0            | 0            | 0              | 0              | 0              | 0              | 1        | 0      | 0           | 0          |
| A. Ceesay      | 12           | 1            | 2            | 1            | 2              | 1              | 0              | 1              | 14       | 2      | 2           | 2          |
| D. Črnigoj     | 30           | 1            | 3            | 0            | 3              | 0              | 1              | 0              | 33       | 1      | 4           | 0          |
| A. Čulina      | 0            | 0            | 0            | 0            | 0              | 0              | 0              | 0              | 0        | 0      | 0           | 0          |
| E. Cümart      | 12           | 0            | 1            | 0            | 0              | 0              | 0              | 0              | 12       | 0      | 1           | 0          |
| G. Franzese    | 0            | 0            | 0            | 0            | 0              | 0              | 0              | 0              | 0        | 0      | 0           | 0          |
| V. Golemić     | 33           | 0            | 13           | 0            | 1              | 0              | 1              | 0              | 34       | 0      | 14          | 0          |
| Y. Guerchadi   | 0            | 0            | 0            | 0            | 2              | 0              | 0              | 0              | 2        | 0      | 0           | 0          |
| G. Jozinović   | 18           | 0            | 4            | 0            | 2              | 0              | 0              | 0              | 20       | 0      | 4           | 0          |
| C. Junior      | 16           | 4            | 1            | 0            | 0              | 0              | 0              | 0              | 16       | 4      | 1           | 0          |
| J. Machin      | 5            | 0            | 0            | 0            | 0              | 0              | 0              | 0              | 5        | 0      | 0           | 0          |
| D. Mariani     | 34           | 8            | 3            | 0            | 1              | 0              | 0              | 0              | 35       | 8      | 3           | 0          |
| B. Martignoni  | 4            | 0            | 1            | 0            | 0              | 0              | 0              | 0              | 4        | 0      | 1           | 0          |
| D. Mihajlović  | 33           | 0            | 4            | 0            | 2              | 0              | 1              | 0              | 35       | 0      | 5           | 0          |
| O. Mizrachi    | 22           | 1            | 2            | 0            | 3              | 2              | 0              | 0              | 25       | 3      | 2           | 0          |
| M. Padalino    | 14           | 0            | 4            | 0            | 3              | 0              | 0              | 0              | 17       | 0      | 4           | 0          |
| M. Piccinocchi | 23           | 1            | 1            | 0            | 0              | 0              | 0              | 0              | 23       | 1      | 1           | 0          |
| A. Ponce       | 8            | 0            | 0            | 0            | 2              | 3              | 0              | 0              | 10       | 3      | 0           | 0          |
| A. Prati       | 0            | 0            | 0            | 0            | 0              | 0              | 0              | 0              | 0        | 0      | 0           | 0          |
| A. Rey         | 20           | 0            | 4            | 0            | 1              | 0              | 0              | 0              | 21       | 0      | 4           | 0          |
| S. Rouiller    | 14           | 0            | 2            | 0            | 2              | 0              | 0              | 0              | 16       | 0      | 2           | 0          |
| L. Rosseti     | 11           | 4            | 1            | 0            | 1              | 0              | 0              | 0              | 12       | 4      | 1           | 0          |
| F. Russo       | 4            | -6           | 0            | 0            | 3              | -3             | 0              | 0              | 7        | -9     | 0           | 0          |
| J. Sabbatini   | 29           | 3            | 5            | 0            | 0              | 0              | 0              | 0              | 29       | 3      | 5           | 0          |
| A. Sadiku      | 16           | 9            | 0            | 1            | 0              | 0              | 0              | 0              | 16       | 9      | 0           | 1          |
| M. Salvi       | 33           | -55          | 3            | 0            | 0              | 0              | 0              | 0              | 33       | -55    | 3           | 0          |
| F. Sulmoni     | 31           | 0            | 2            | 1            | 1              | 0              | 0              | 0              | 32       | 0      | 2           | 1          |
| O. Urbano      | 4            | 0            | 1            | 0            | 2              | 0              | 0              | 0              | 6        | 0      | 1           | 0          |
| B. Vécsei      | 19           | 0            | 3            | 0            | 3              | 0              | 1              | 0              | 22       | 0      | 4           | 0          |